# 乌斯维亚特
乌斯维亚特（羅馬化：Usvyaty）是俄罗斯普斯科夫州的市级镇、乌斯维亚特区行政中心及规模最大聚居地，也是该区唯一一座市级镇。地处普斯科夫州东南边境，位于乌兹缅与乌斯维亚茨科耶两湖间，在州府普斯科夫东南方。西南靠近俄白国界，东南靠近普斯科夫州与斯摩棱斯克州的州界。
1021年首见于文献。该地2022年人口有2,552人；2010年人口2,961；2002年人口3,148；1989年人口3,643。